# Primera División 1891
In 1891 werd het eersteseizoen gespeeld van de Primera División, de hoogste voetbaldivisie van Argentinië. Het is na de Engelse-, Schotse- en Noord-Ierse- de oudste competitie ter wereld.
De competitie bestond uit vijf teams die twee keer tegen elkaar speelden. Omdat Old Caledonians en Saint Andrew's na acht wedstrijden gelijk stonden werden ze samen kampioen maar een beslissingswedstrijd moest uitwijzen wie de medaille mocht houden.

## Eindstand
| Plaats | Club                             | Wed. | W | G | V | Saldo | Ptn. |
| ------ | -------------------------------- | ---- | - | - | - | ----- | ---- |
| 01.    | St. Andrew's                     | 8    | 6 | 1 | 1 |       | 13   |
| 02.    | Old Caledonians                  | 8    | 6 | 1 | 1 |       | 13   |
| 03.    | Buenos Aires and Rosario Railway | 8    | 3 | 1 | 4 |       | 7    |
| 04.    | Belgrano FC                      | 8    | 2 | 1 | 5 |       | 5    |
| 05.    | Buenos Aires FC                  | 8    | 0 | 1 | 7 |       | 2    |

|  | Finale |

## Beslissingswedstrijd
|                   |                 |     |                |                  |
| 13 september 1891 | Old Caledonians | 1–3 | Saint Andrew's | Flores Polo Club |
| 13 september 1891 | Wilson          |     | Moffatt (3)    | Flores Polo Club |